# Jakob Wilhelm Benedikt von Langenmantel

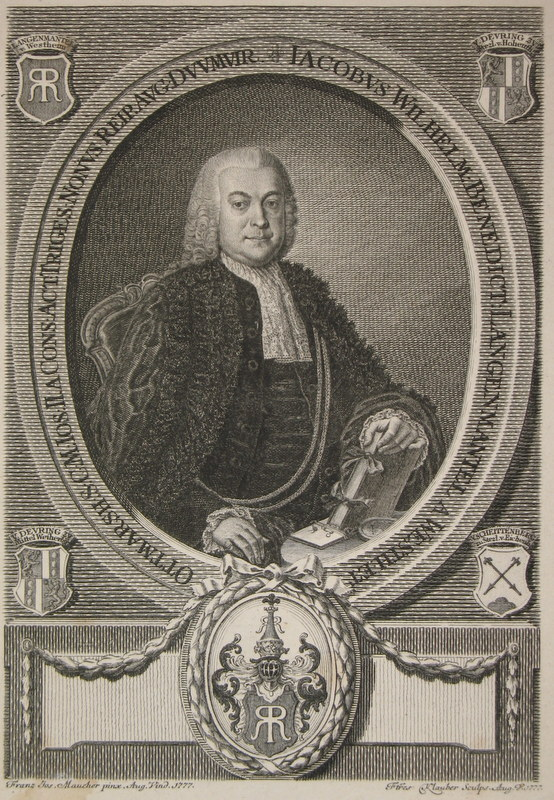
Jakob Wilhelm Benedikt von Langenmantel, Stich von Klauber, 1777

Jakob Wilhelm Benedikt von Langenmantel, auch Jakob Wilhelm Benedikt Langenmantel von Westheim und Ottmarshausen (* 16. März 1720 in Augsburg; † 17. April 1790 in Augsburg) war ein Augsburger Patrizier und Stadtpfleger (Bürgermeister) aus dem Geschlecht der Langenmantel.

## Leben und Wirken
Jakob Wilhelm Benedikt von Langenmantel gehörte der Linie vom doppelten R bzw. von Westheim des gleichnamigen Patriziergeschlechtes an. Er war der Sohn des Joseph Wilhelm von Langenmantel und seiner Gattin Maria Juliana geb. von Deuring zu Stätzling und Hohenthann. Die Familie war katholisch.
Langenmantel besuchte zusammen mit Leopold Mozart (Vater von Wolfgang Amadeus Mozart) das Jesuitenkolleg St. Salvator in Augsburg. Beide waren eng befreundet und übersiedelten 1737 gemeinsam nach Salzburg, um dort Philosophie zu studieren.
Am 12. Januar 1744 heiratete Jakob Wilhelm Benedikt von Langenmantel in Augsburg Josepha Margaretha Walburga Baronin Scharffeder von Rickerting zu Kollersaich und Schöllnach.
1743 wurde der Patrizier Senator der Stadtregierung, 1757 Zeug- und Proviantherr (Verantwortlich für die Verteidigung der Stadt), 1761 Ungeldherr (Verwalter des städtischen Steuerwesens) und 1774 Kaiserlicher Geheimer Rat, Landvogt und Stadtpfleger (Bürgermeister). In diesem Amt blieb er bis zu seinem Tode, 1790.
Anlässlich eines Besuchs in Augsburg stellte Franz Alois Mozart, Vater von Maria Anna Thekla Mozart und Onkel von Wolfgang Amadeus Mozart, seinen Neffen am 12. Oktober 1777 bei Stadtpfleger Langenmantel vor. Da dieser Mozart lange warten ließ und ihm gegenüber zurückhaltend blieb, zeigte sich der Komponist über ihn verärgert. Auch sein Sohn Jakob Alois Karl Langenmantel von Westheim fiel bei Mozart in Ungnade, da er überheblich zu ihm gewesen sei; er entschuldigte sich jedoch später bei dem Künstler.
Jakob Wilhelm Benedikt von Langenmantel gehörte zusammen mit dem Arzt Georg Friedrich Gutermann (Vater von Sophie von La Roche) als begeistertes Mitglied der Naturwissenschaftlichen Gesellschaft Augsburgs an. Sein Bruder Franz Joseph Ignaz Langenmantel war Benediktinerabt in der Stadt und gewann ihn als finanziellen Förderer des Historikers Johann Georg von Lori.
1777 ließ Langenmantel, zusammen mit seiner Frau, die von seiner Familie erbaute „Langenmantelkapelle“ (St. Kosmas und Damian) in Westheim (Neusäß) erweitern, renovieren und mit einem neuen Hochaltar ausstatten. Daran erinnert in der Kirche eine zeitgenössische Inschrifttafel.
Langenmantel verstarb unerwartet, zu Hause, am Abend 17. April 1790. Er erlitt einen Schlagfluss (Schlaganfall). Die Beisetzung fand am 21. des Monats auf dem katholischen Stadtfriedhof statt, wo man ihm ein Grabdenkmal setzte, dessen Inschrift Ferdinand Seydel in dem Buch Führer auf den Gräbern und Sammlung aller Inschriften auf dem katholischen Friedhofe zu Augsburg (S. 89) überliefert. Am 23. April hielt man für den Bürgermeister in St. Moritz ein feierliches Requiem, das Stadtmilitär trug 14 Tage einen Trauerflor am Uniformärmel.